# Aptenia cordifolia
Aptenia cordifolia là một loài thực vật có hoa trong họ Phiên hạnh. Loài này được (L.f.) Schwantes mô tả khoa học đầu tiên năm 1928.